# Hans Zerny
Hans Zerny, född 11 juni 1887 i Wien, Österrike, död där 14 september 1945, var en österrikisk entomolog, särskilt uppmärksammad för sin forskning kring fjärilar.
Auktorsnamnet Zerny kan användas för Hans Zerny i samband med ett vetenskapligt namn inom zoologin; se Wikipedia-artiklar som länkar till auktorsnamnet.